# Zona horaria del Atlántico (América del Norte)

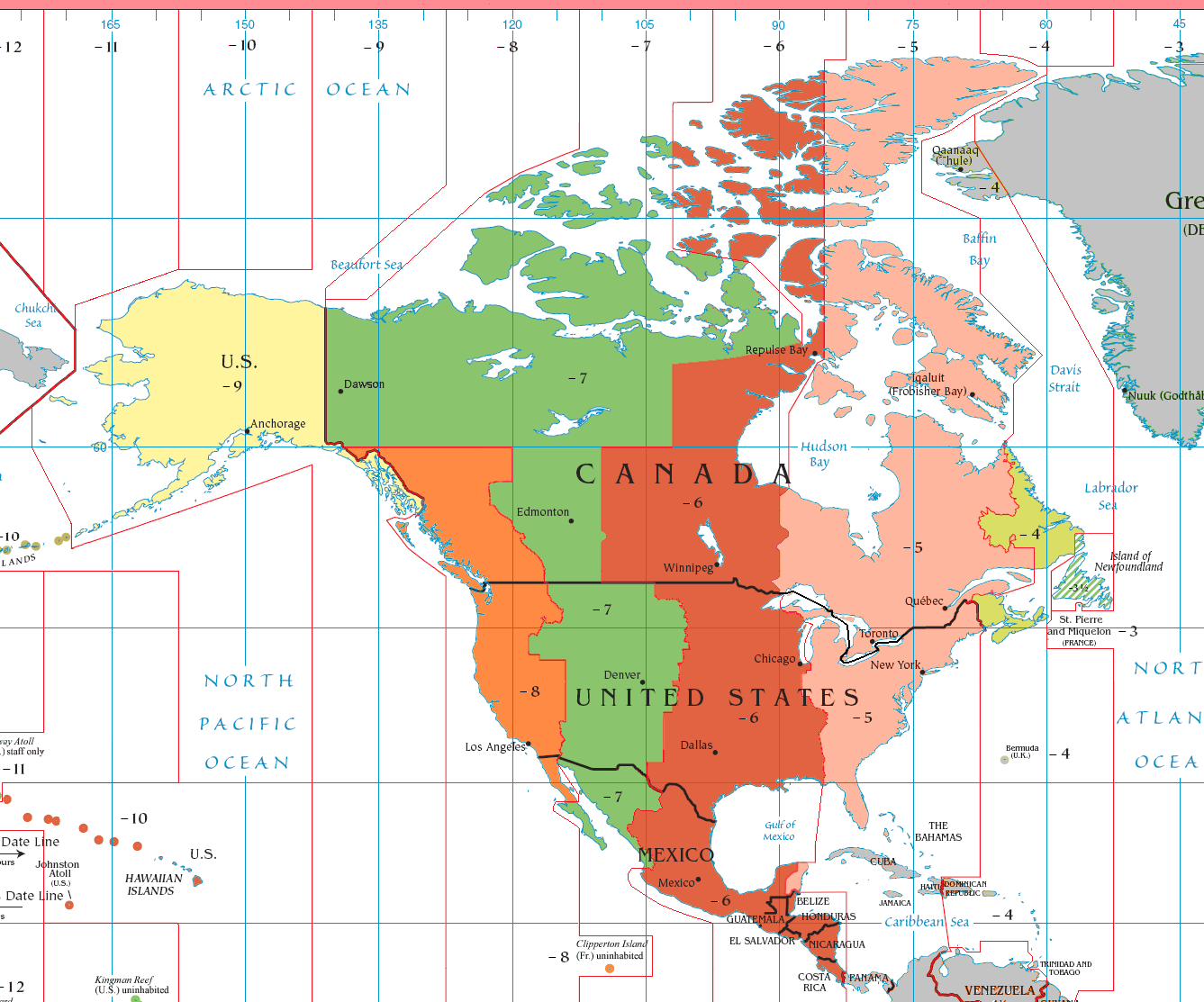
La zona horaria del Atlántico del subcontinente norteamericano (en color verde oliva situado en la parte central derecha de la ilustración).

La zona horaria del Atlántico (AST, siglas en inglés de Atlantic Standard Time) es una región geográfica que corresponde al huso horario oficial de cuatro horas menos respecto al Tiempo universal coordinado (UTC), específicamente UTC-4. La hora en esta zona está basada en el tiempo solar medio del meridiano 60 oeste del Observatorio de Greenwich. 
En Canadá, las provincias de Nuevo Brunswick y Nueva Escocia calculan el tiempo con cuatro horas menos respecto a la hora media de Greenwich (GMT-4). La isla del Príncipe Eduardo y pequeñas partes de Quebec (el este de Côte-Nord y las Islas de la Magdalena) también forman parte de la zona horaria del Atlántico. De forma oficial, la provincia de Terranova y Labrador forma parte del Tiempo de Terranova y Labrador, pero en práctica, la mayor parte de Labrador usa la zona horaria del Atlántico.
Otras partes del mundo que forman parte de este huso horario son las islas Bermudas, en el Atlántico del Norte; muchas islas del Caribe, incluyendo República Dominicana y Puerto Rico; y varios países sudamericanos, tales como Paraguay, Venezuela, Chile, Bolivia, y partes de Brasil. 
A AST se le conoce (donde se aplica) como «horario de verano del Atlántico» (ADT, siglas en inglés de Atlantic Daylight Time) durante el horario de verano y se le añade una hora para modificarlo a tres horas detrás del Tiempo Universal Coordinado, es decir UTC-3.

## Principales áreas metropolitanas
Principales ciudades y áreas metropolitanas que forman parte de la zona horaria del Atlántico.
- Asunción (Paraguay)
- Barcelona (Venezuela)
- Barquisimeto (Venezuela)
- Bridgetown (Barbados)
- Caracas (Venezuela)
- Charlotte Amalie (Islas Vírgenes de los Estados Unidos)
- Ciudad Guayana (Venezuela)
- Charlottetown (Isla del Príncipe Eduardo)
- Concepción (Chile)
- Coro (Venezuela)
- Cumaná (Venezuela)
- Fredericton (Canadá)
- Georgetown (Guyana)
- Halifax (Canadá)
- Hamilton (Bermudas)
- La Paz (Bolivia)
- Manaos (Brasil)
- Maracaibo (Venezuela)
- Maracay (Venezuela)
- Municipio regional de Cabo Bretón (Canadá)
- Moncton (Canadá]]
- Oranjestad (Aruba)
- Porlamar (Venezuela)
- Puerto España (Trinidad y Tobago)
- Puerto La Cruz (Venezuela)
- Saint John (Canadá)
- San Cristóbal (Venezuela)
- San Juan (Puerto Rico)
- Santa Cruz de la Sierra (Bolivia)
- Santiago (Chile)
- Santo Domingo (República Dominicana)
- Sucre (Bolivia)
- Summerside (Isla del Príncipe Eduardo)
- Valencia (Venezuela)
- Willemstad (Curazao).